# Saga de Grettir

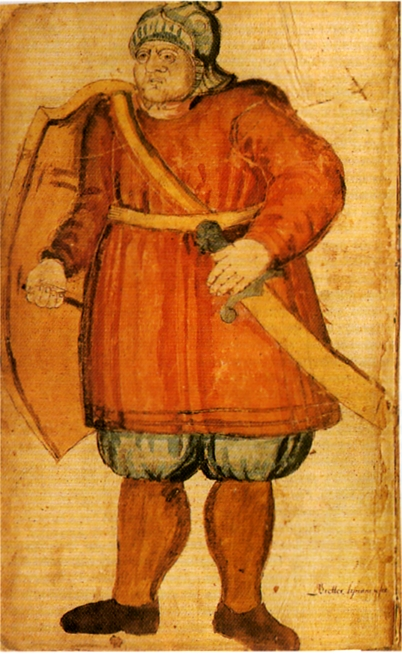
Grettir preparat per al combat en aquesta il·lustració del manuscrit islandés AM 426 fol., del s. XVII

La saga de Grettir (  listen (?·pàg.)) (nòrdic antic: Grettis saga Ásmundarsonar; també coneguda com a Grettla o La saga de Grettir el Fort) és una saga islandesa, concretament una saga de proscrits. Detalla la vida de Grettir Ásmundarson, un guerrer islandés que es va convertir en un proscrit. La saga es conserva en el manuscrit 551A, 4to del còdex Arnamagnaean.

## Comentari
La saga de Grettir és una de les sagues d'islandesos (Íslendingasögur), que foren escrites als segle xiii i xiv. Les sagues d'islandesos (o 'sagues familiars' o 'sobre l'assentament') es consideren relats semi-realistes de fets succeïts entre els s. IX i XI durant l'assentament del que avui dia coneixem com a Islàndia. Aquestes sagues, sovint, tracten conflictes sobre la riquesa, la fama i el poder.
L'originalitat de la saga de Grettir rau en el fet que, tot i que es considera un personatge de ficció, la història del protagonista es narra de manera realista, tot i que la majoria de les seves aventures inclouen elements sobrenaturals. L'autor n'és desconegut, però es creu que la història està basada en un relat més antic sobre la vida de Grettir escrit per Sturla Þorðarson.
Grettir és un heroi estrany, quasi un antiheroi. Les seves intencions no són exactament malvades, però té mal caràcter i sovint comet actes dels quals més tard es penedeix: també té mala sort i les seues fetes tenen inesperades conseqüències negatives. Grettir passa la vida adulta a Islàndia com un proscrit. No participa en les incursions vikingues tan habituals en altres sagues.
La història de Grettir ha estat traduïda a l'anglés en algunes ocasions, i alguns autors fins i tot han escrit relats basats en diversos episodis, com ara Frank Norris.

## Història
La vida de Grettir s'explica de principi a fi a partir del capítol 14. Quan era jove era rebel i de mal caràcter. Però també valent: s'enfronta i derrota un draugr, un mort vivent que és l'equivalent nòrdic d'un vampir i un zombi. Però el draugr el maleeix, i l'autor considera això la causa de la seva dissort posteriors.
De vegades Grettir és capaç de comportar-se com un heroi i derrota alguns enemics. Però també és culpat d'incendiar una mansió nòrdica, matar molts homes i esdevé un proscrit. Això significa que qualsevol que el trobe pot matar-ho sense conseqüències legals i que està prohibit ajudar-lo de cap manera. Molts intenten exterminar-lo, però Grettir resulta difícil de matar.
En acabant, Grettir es converteix en el proscrit que sobreviu més temps en la història d'Islàndia. Després de gairebé 20 anys de vida fugitiva, els seus amics i la família demanen que li lleven la condemna, argumentant que un home no pot passar més de 20 anys condemnat d'acord amb la llei (realment no existia una llei semblant a Islàndia durant l'edat mitjana). Després d'un debat en l'assemblea islandesa es decideix llevar-li la pena quan haja completat els 20 anys, però no abans. Els seus enemics fan un darrer esforç per matar-lo, i empren la màgia perquè es ferisca a si mateix i finalment el derroten quan es troba sol, dalt d'un penya-segat de Drangey, a la punta nord d'Islàndia, on residia amb el seu germà Illugi i el seu esclau Glaumur.
Després el seu mig germà Thorsteinn de Dromund el venjarà en una escena semicòmica a l'Imperi Romà d'Orient, on els nòrdics servien en la guàrdia varega.